# 嫌疑犯X的獻身
《嫌疑犯X的獻身》（日语：容疑者Xの献身）是日本作家東野圭吾的長篇推理小說，也是「伽利略系列」（ガリレオシリーズ）的第三本小說。2003年起以「嫌疑犯X」為題於《ALL讀物》連載。2005年8月於文藝春秋出版，出版的時候改成現在的標題。2011年英文版出版，譯名《The Devotion of Suspect X》。本作是東野圭吾發表作品迄今被最多語言翻譯代理的作品，被日本、韓國、中國、印度等多個國家改編成影視版本。

## 故事簡介
花岡靖子與女兒美里一同住在公寓裡兩人相依為命，某天花岡靖子令人厭憎的前夫富樫慎二突然造訪，由於不管搬到哪裡前夫都像瘟神一樣地會找上門來，靖子和美里與其發生激烈衝突，失手殺了他。兩母女不知何去何從時，隔壁的天才數學家石神出手相救，以其特殊的思考邏輯指示兩母女如何面對接下來的事。
3月11日在舊江戶川中發現一具屍體，警方斷定為富樫慎二的屍體而展開調查，四處探訪關係人，包含花岡母女在內。然而案情膠著，非常苦惱的草薙警官只好再找天才物理學家湯川學來幫忙。
而石神與湯川竟然是大學時代的好朋友，原本只是旁觀者的湯川，思索出陷入愛河的石神如何付出一切獻身於驚人的計謀。而儘管石神連這一點都已算到，令湯川與查案的刑警皆無可奈何，然其苦心孤詣卻令人在最終知情後不得不回頭獻身於最初該做的事。

## 登場人物
關於湯川學、草薙俊平、內海薰等人物請參看「伽利略系列－登場人物」。
石神 哲哉（Ishigami Tetsuya）
高中數學老師，與花岡靖子是同一棟公寓中的鄰居。由於頂著稀疏的頭髮與圓臉，使得看起來较老，实际和湯川、草薙是帝都大學的同届学生。大學時代被稱為「達摩石神」，和湯川一樣都是非常有才華的天才。原本想當一個數學家，卻因為家裡的關係而無法繼續進行研究，最终只能在高中任教。暗中喜歡花岡靖子。
在小說中他是前柔道部的成員，但在電影中將他的興趣改為登山。
花岡 靖子（Hanaoka Yasuko）
在赤坂當過陪酒女郎，之後在「弁天亭」擔任店員。（在電影中是擔任美里便當店的店長）。第一段婚姻失敗，與第二任丈夫富樫離婚後過著顛沛流離的生活。對總是連累美里感到很抱歉，工藤是她當陪酒女郎時的朋友。
花岡 美里（Hanaoka Misato）
是靖子與第一任丈夫所生的獨生女，目前就讀國中，參加羽毛球社。雖然看似柔順，但也有拿銅製花瓶毆打富樫這樣強勢的一面。由於她也被牽連進來，因此靖子才聽從石神的計畫。
由於察覺到石神對母親的愛戀，因此對母親與工藤之間的關係頗有微詞。
富樫 慎二（Togashi Shinji）
靖子的第二任丈夫，與美里沒有血緣關係。原本表面上是彬彬有禮的上班族，因虧空公款被公司開除後暴露卑劣的本性。與靖子離婚之後還一直糾纏不清。
工藤 邦明（Kudou Kuniaki）
靖子之前工作的酒店「瑪麗安」的常客。對靖子有好感，希望与靖子结婚。

## 出版書籍
| 出版社         | 出版日期       | 格式   | 頁數  | ISBN                   | 譯者                                                      |
| -------------- | -------------- | ------ | ----- | ---------------------- | --------------------------------------------------------- |
| 文藝春秋       | 2005年8月25日  | 單行本 | 352頁 | ISBN 978-4-16-323860-9 | 不適用                                                    |
| 大韩民国       | 2006年8月10日  | 精裝書 | 404頁 | ISBN 978-897-275369-8  |                                                           |
| 獨步文化       | 2006年9月25日  | 平裝書 | 366頁 | ISBN 978-986-695-410-8 | 劉子倩                                                    |
| 泰国           | 2006年11月19日 | 平裝書 | 318頁 | ISBN 978-974-969-890-7 |                                                           |
| Иностранка     | 2007年         | 精裝書 | 368頁 | ISBN 978-5-94145458-7  | [Дмитрий Рагозин] 错误：{{Lang}}：無法辨識代碼 rs（帮助） |
| 文藝春秋       | 2008年8月5日   | 文庫本 | 394頁 | ISBN 978-4-16-711012-3 | 不適用                                                    |
| 南海出版公司   | 2008年9月      | 精裝書 | 251頁 | ISBN 978-754-424169-4  | 劉子倩                                                    |
| NXB            | 2009年8月      | 平裝書 | 394頁 | SKU 8936024913373      |                                                           |
| 南海出版公司   | 2009年11月     | 平裝書 | 251頁 | ISBN 978-754-424555-5  | 劉子倩                                                    |
| 獨步文化       | 2009年12月29日 | 再版   | 366頁 | EAN 4717702069605      | 劉子倩                                                    |
| Minotaur       | 2011年2月1日   | 精裝書 | 298頁 | ISBN 978-03-1237506-5  |                                                           |
| Abacus         | 2011年2月1日   | 平裝書 | 448頁 | ISBN 978-03-4912374-5  |                                                           |
| Little, Brown  | 2011年7月1日   | 平裝書 | 374頁 | ISBN 978-140-870325-0  |                                                           |
| Ediciones B    | 2011年9月28日  | 平裝書 | 325頁 | ISBN 978-6-07-480218-4 |                                                           |
| Actes Sud      | 2011年11月2日  | 平裝書 | 316頁 | ISBN 978-233-000139-1  |                                                           |
| 阿歇特出版公司 | 2012年2月2日   | 平裝書 | 374頁 | ISBN 978-034-913873-2  |                                                           |
| Minotaur Books | 2012年2月28日  | 平裝書 | 320頁 | ISBN 978-12-5-000269-3 |                                                           |
| Giunti Editore | 2012年9月5日   | 精裝書 | 336頁 | ISBN 978-880-977069-0  |                                                           |
| Argo           | 2012年11月     | 平裝書 | 284頁 | ISBN 978-802-570743-2  |                                                           |
| Klett-Cotta    | 2012年11月23日 | 精裝書 | 320頁 | ISBN 978-3-60-893966-8 |                                                           |
| 希腊           | 2012年12月     | 平裝書 | 344頁 | ISBN 9789604615254     |                                                           |
| 南海出版公司   | 2014年6月1日   | 精裝書 | 251頁 | ISBN 978-754-426761-8  | 劉子倩                                                    |
| Alma littera   | 2014年10月     | 精裝書 | 256頁 | ISBN 978-6-09-011519-0 |                                                           |
| 獨步文化       | 2015年1月31日  | 平裝書 | 368頁 | ISBN 978-986-565-115-2 | 劉子倩                                                    |

## 書籍評價
- 2006年 第134回「直木三十五獎」　獲獎
- 2006年 第6回「本格推理大獎」　獲獎
- 2012年 「2012年版週刊文春百大推理小說」　上榜
- 2006年 「週刊文春推理小說 Best 10」　第1名　獲獎
- 2006年 「這本推理小說真厲害！」　第1名　獲獎
- 2006年 「本格推理小說 Best 10」　第1名　獲獎
- 2012年 「愛倫·坡獎」（Edgar Awards）最佳小說獎（Best Novel）　入圍[1]
- 2012年 「巴瑞獎（英语：Barry Award (for crime novels)l）」（Barry Award）最佳新人獎（Best First Novel）　入圍[2]
- 2012年 「美國圖書館協會最推薦書籍」-懸疑類（RUSA Awards The Reading List－Mystery）（英语：Reference and User Services Association）　上榜[3]

| 直木三十五獎                    | 直木三十五獎                       | 直木三十五獎                                                        |
| ------------------------------- | ---------------------------------- | ------------------------------------------------------------------- |
| 第133回 朱川湊人 《花食》       | 第134回 東野圭吾 《嫌疑犯X的獻身》 | 第135回 三浦紫苑 《真幌站前多田便利屋》 森繪都 《隨風飄舞的塑膠布》 |
| 本格推理大獎                    |                                    |                                                                     |
| 第5回 法月綸太郎 《去問人頭吧》 | 第6回 東野圭吾 《嫌疑犯X的獻身》   | 第7回 有栖川有栖 《亂鴉之島》                                       |

## 爭議
《嫌疑犯X的獻身》在2005年出版的本格推理小說中脫穎而出，獲得2006年的「本格推理小說Best10」的第一名。對此推理作家二階堂黎人在自己的網站上提出了疑問。
二階堂認為《嫌疑犯X的獻身》的作者在敘述故事過程中有意隱藏推理的線索，完全不能滿足成為本格推理小說所要求的條件（因此不應該獲得「本格推理小說Best10」第一名）。圍繞這話題眾多作家和評論家在《EQMM日本版》上發表了自己的意見，之後展開論戰。過程中雖然二階堂被指其觀點有多處矛盾和判斷錯誤，但二階堂仍然堅持己見。
這場論戰最終以笠井潔等權威人士力挺「《嫌疑犯X的獻身》是本格推理小說」的立場、本作在之後的2006年5月獲頒「第六屆本格推理小說大獎」、二階堂的觀點被否定的形式而結束。但笠井批評本作是「標準的面向入門者的本格作品」，因此「缺乏偵探小說的精神核心」，對推理小說相關人士吹捧本作也進行了嚴厲的批判。
對此事，東野本人則採取「是否本格須由每個讀者自己去判斷」的一貫姿態。

## 電影

### 2008年日本版
2008年10月4日上映的日本電影，導演西谷弘，福山雅治和柴崎幸主演。

### 2012年韓國版
《嫌疑犯X》，為2012年10月18日上映的韓國改編電影，导演为方恩珍，柳承範、李枖原和趙震雄主演。

#### 主演（韓國版）
- 石固 - 柳承範
- 花善 - 李枖原
- 明範 - 趙震雄
- 尚俊 - 金胤成
- 允兒 - 金寶拉
- 太佑 - 李錫俊
- 貞淑 - 林性珉
- 哲民 - 郭敏昊
- 隊長 - 權海驍
- 科長 - 南閔哲

### 2017年中國大陸版
2017年3月31日上映的华语電影，导演蘇有朋。王凯（少年期：侯明昊）、张鲁一（少年期：焉栩嘉）、任熙青、林心如和葉祖新主演。

### 2023年印度版
《嫌疑犯Ｘ的獻身》（原文片名：JAANE JAAN），為2023年9月24日於Netflix獨家上架的寶萊塢改編電影，導演/編劇為蘇卓.枸許 Sujoy Ghosh，由卡琳娜·卡普爾、傑帝普·阿哈拉瓦 Jaideep Ahlawat 、维杰·瓦瑪 Vijay Varma 主演。

## 舞台劇
由「演劇集團Caramelbox」編成舞台劇。編劇和導演由成井豐擔任。從2009年4月18日起至4月26日在「新神戶 Oriental Theatre」公演，同年4月30日至5月24日在東京池袋的「Sunshine劇場」公演。
2012年同樣由「演劇集團Caramelbox」5月12日至6月3日在「Sunshine劇場」演出，同年6月7日至6月12日在大阪「梅田藝術劇場」的「シアター・ドラマシティ」廳演出，6月15～16日在東京北千住的「Theatre Senjyu」演出。

### 主演
- 石神哲哉 - 西川浩幸／近江谷太朗(2012年版)
- 花岡靖子 - 西牟田惠
- 花岡美里 - 實川貴美子
- 湯川學 - 岡田達也
- 草薙俊平 - 齋藤步／小林正寛(2012年版)
- 間宮刑警 - 川原和久
- 米沢小代子 - 大森美紀子／坂口理惠(2012年版)
- 金子芹香/山邊曜子 - 前田綾
- 工藤邦明 - 三浦剛
- 岸谷由紀夫 - 筒井俊作
- 富樫慎二/学生 - 石原善暢
- 遊民 - 小林春世/市川草太/鈴木秀明(2012年版)